# 5217-es mellékút (Magyarország)
Az 5217-es mellékút egy megközelítőleg 27,5 kilométeres hosszúságú, négy számjegyű mellékút Bács-Kiskun vármegye területén; Szabadszállást köti össze Kaskantyúval.

## Nyomvonala
Az 5203-as útból ágazik ki, annak a 42+500-as kilométerszelvénye közelében, Szabadszállás központjában, nagyjából déli irányban. József Attila utca néven húzódik a belterület déli széléig, amit 1,3 kilométer után ér el. 3,7 kilométer után lépi át Fülöpszállás határát, majd bő egy kilométerrel arrébb találkozik az 52-es főúttal, mely ott nyugat-délnyugati irányban halad és bő 35 kilométer megtételén jár túl. Rövid, alig száz méternyi közös szakaszuk következik, épp csak akkora, hogy egy átkelővel keresztezzék a Budapest–Kelebia-vasútvonal vágányait (kilométereik azonos irányba haladnak), utána újból szétválnak, s az 5217-es visszatér a korábban követett déli irányához. Innentől tulajdonképpen nem teljesen szabályosan viseli számát, mivel a főúttól ebben az irányban található mellékutak száma szabályszerűen 53-mal kezdődik.
A szétágazástól kezdve az út Fülöpszállás belterületén húzódik, Petőfi Sándor utca néven, egészen a település központjáig, ahol találkozik az 5304-es úttal. Ott keletnek fordul, és körülbelül egy kilométernyi hosszan, a belterület keleti széléig közös szakaszon húzódik az említett úttal – kilométer-számozás tekintetében egymással ellentétes irányt követve –, Bajcsy-Zsilinszky utca néven. Így keresztezi újból a vasutat is, Fülöpszállás vasútállomás térségének déli szélénél, ami után különválnak, s az 5217-es ismét délnek fordul. Rövidesen további két vasúti sínpárt is keresztez: előbb a Fülöpszállás–Kecskemét-vasútvonal vágányait, majd azt az átkötő vágányt, amely déli irányból biztosított összeköttetést a két vasútvonal között úgy, hogy kikerülte az állomást.
12,4 kilométer után ér az út Soltszentimre területére, a község első házait 12,9 kilométer után éri el, melyek között a Szent Imre utca nevet veszi fel. Nem sokkal ezután kiágazik belőle nyugat felé az 53 306-os számú mellékút, mely a kelebiai vasútvonal Soltszentimre megállóhelyére vezet. Kevéssel a 15. kilométere előtt kilép a település lakott területéről, alig egy kilométerrel arrébb pedig már Csengőd határai közt folytatódik. Lakott helyeket azonban ott nem is érint, külterületek közt halad és csak egyetlen számottevő elágazása van: az 5306-os út indul ki belőle nyugati irányban, a község központja és azon keresztül Akasztó felé, 21+300-as kilométerszelvénye táján.
22,3 kilométer után eléri Tabdi északi határszélét, innen jó másfél kilométeren át a határvonalat kíséri, majd elhalad Csengőd, Tabdi és Páhi hármashatára mellett, onnantól ez utóbbi település területén folytatódik. 24,4 kilométer után keresztezi a Kecskemét nyugati határától Izsákon és Kiskőrösön át Kalocsáig vezető 5301-es utat, amely itt nagyjából 32,4 kilométer megtételén van túl. Lakott helyeket Páhi határai közt sem érint – csaknem 3 kilométerre délre halad el e falu központjától –, a 25+600-as kilométerszelvényétől pedig már Kaskantyú területén húzódik. Kevéssel a 27. kilométere után éri el a község első házait, nem sokkal ezután pedig véget is ér, a Rákóczi Ferenc utca nevet viselve, beletorkollva az 5303-as útba, annak a 35+350-es kilométerszelvénye közelében.
Teljes hossza, az országos közutak térképes nyilvántartását szolgáló kira.gov.hu adatbázisa szerint 27,423 kilométer.

## Települések az út mentén
- Szabadszállás
- Fülöpszállás
- Soltszentimre
- (Csengőd)
- (Tabdi)
- (Páhi)
- Kaskantyú